# 手紙 (イヤホンズのアルバム)
『手紙』（てがみ）は、イヤホンズの4枚目のアルバム。
2024年2月14日発売。発売元はEVIL LINE RECORDS。

## 概要
コンセプトEP『identity』から約2年半ぶりの新譜であり、アルバムとしての発売は3rdアルバム『Theory of evolution』から約4年ぶりである。
本作は文字通り、『手紙』をテーマとした7つのドラマが楽曲として収録されたオムニバス作品である。
元は2022年10月から12月の3ヶ月間に渡って行われた毎月連続リリース企画が始まりであり、当初は『手紙』をテーマにした「在りし日」「タイムカプセル」「トメハネハラウ」の3曲が発表された。
その後2023年8月27日に開催された、イヤホンズ8周年記念トークイベント『Earphones 8th Anniversary Special Party』にて本作の発売決定が告知され、既存の3曲+書き下ろし4曲の収録内容での発売となった。
【初回限定盤】には本作で収録している全楽曲のリリックビデオと、イヤホンズのメンバーの実写出演による「おーる・ざ・やんぐ・ぎーくす」のミュージックビデオが収録されたBlu-ray Discが同梱されている。
【LIVE identity盤】には2022年1月30日に開催されたイヤホンズ6周年記念LIVE「identity」が全編収録されたBlu-ray Discが封入されている。なお、この形態はキングレコードの公式通販サイト『KING e-shop』限定販売となっている。
2024年3月31日。本作を引っ提げた、イヤホンズ「手紙」トーク&コンサートを開催。

## 収録曲

### CD（全形態共通）
1. 在りし日
  - 作詞・作曲：矢野絢子／編曲：さいとうりょうじ
  - 自身の相棒（＝バイク）を突然失った一人の男性がテーマ。
  - 矢野が2009年に発売した自身のアルバム『星カンムリ』の収録曲をイヤホンズに提供したものであり、イヤホンズへの楽曲提供に際し歌詞の一部が原曲から変更されている。
2. タイムカプセル
  - 作詞・作曲・編曲：やぎぬまかな
  - 10年後の自分への手紙を綴る少女と、その手紙を読んだ10年後の自分のアンサーソングを盛り込んだ楽曲。
3. トメハネハラウ
  - 作詞：アフロ（MOROHA）／作曲：アフロ（MOROHA）・井上典政／編曲：井上典政
  - ラブレターがテーマのラップ楽曲。
4. リクエスト
  - 作詞・作曲：カモシタサラ（インナージャーニー）／編曲：月蝕會議
  - 学校のクラスであまり馴染めておらず、いつも聴いているラジオ番組を心の拠り所にしている15歳の少年と、その少年が寄せるおたよりを読んだラジオパーソナリティの女性を描いた楽曲。
5. だから大丈夫
  - 作詞：岩里祐穂／作曲・編曲：月蝕會議
  - シングルマザーとなった友人へ寄り添う女性がテーマ。
  - 岩里によるイヤホンズへの作詞提供は2016年の楽曲「ヨロコビノウタ」以来8年ぶりである。
6. ミンナゲンキカ。
  - 作詞・作曲：矢野絢子／編曲：さいとうりょうじ
  - 「在りし日」を手掛けた矢野の書き下ろし曲。
  - 一人暮らしの若者が家族へ送る手紙がテーマ。
就職し実家を出て、慣れない一人暮らしに試行錯誤しながらも順風満帆な人生を送っているように見えたが、実際は既に仕事は辞めており家に引きこもる日々が続いていた。しかしそのことを家族に赤裸々に語るわけには行かず便箋にどう綴ろうか苦悩する。という壮絶なドラマが描かれている。
  - 矢野はこの楽曲について、高知市の街中を歩いていたら思い浮かんだと語り、詩人・山之口貘の『妹へおくる手紙』が元ネタとなっている。
7. おーる・ざ・やんぐ・ぎーくす
  - 作詞・作曲：志磨遼平（ドレスコーズ）／編曲：大森俊之
  - タイトルの "All The Young Geeks" は日本語訳すると 「全ての若きオタクに捧ぐ」。
本楽曲は 幼い頃に憧れていたキャラクターからのメッセージを、文字通り全てのオタク達に捧げる歌となっている。
  - 志磨はドレスコーズとしてイヤホンズと同じレーベルのEVIL LINE RECORDSに在籍しており、これでレーベルメイトによる楽曲提供は特撮の大槻ケンヂ（作詞／「現象のブレイド」）、月蝕會議に次いで3組目となった。

### 【初回限定盤】（CD+Blu-ray）

#### Blu-ray
全楽曲リリックムービー監督：柿坂龍之介（R11R）
1. 在りし日 LYRIC MOVIE
  - Illustration：taninori
  - Title Design：Saki Kitamura
  - Movie：末尾,
2. タイムカプセル LYRIC MOVIE
  - Illustration：くまぞう
  - Title Design：Saki Kitamura
  - Movie：末尾,
3. トメハネハラウ LYRIC MOVIE
  - Illustration：湯久田 風
  - Movie：tugutugu
4. リクエスト LYRIC MOVIE
  - Illustration：KOUME
  - Movie：椎柚あげ
5. だから大丈夫 LYRIC MOVIE
  - Illustration：杉田まがり
  - Movie：末尾,
6. ミンナゲンキカ。 LYRIC MOVIE
  - Illustration：まめすけ/ 江濱一
  - Movie：椎柚あげ
7. おーる・ざ・やんぐ・ぎーくす LYRIC MOVIE
  - Illustration：その
  - Movie：椎柚あげ
8. おーる・ざ・やんぐ・ぎーくす MUSIC VIDEO
  - Directed by ピンクじゃなくても
  - Creative Director / Edit：野江早杷子（ピンクじゃなくても）

### 【LIVE identity盤】（CD+Blu-ray）

#### Blu-ray
イヤホンズ6周年記念LIVE「identity」全編収録
1. それが声優! 2021
2. はじめまして
3. 280秒間世界一周 〜幸せのイヤホンを探して〜
4. あたしのなかのものがたり
5. わがままなアレゴリー!!!
6. かなしみ
7. 理想郷物語
8. 一件落着ゴ用心
9. チュラタ チュラハ
10. 耳の中へ!!!
11. 成長! 全力シンデレラ
12. サンキトウセン!
13. あなたのお耳にプラグイン! 〜勇者へのミサ・ブレイヴィス〜
14. 応援歌!
15. ヨロコビノウタ